# 蒂米卡
蒂米卡（Timika）是印度尼西亚中巴布亚省米米卡县的行政中心，位于中巴布亚省西部，亦为目前中巴布亚省最大城市。2010年统计人口106,529，2014年统计人口130,000，从人口来看是中巴布亚省最大城市。天主教蒂米卡教区隶属于马老奇总教区，主教座堂三贤士主教座堂位于城内。

## 人口
蒂米卡的大部分居民是来自于印尼各地的移民，蒂米卡也是巴布亚省外国人最多的城市，他们大部分都在印尼自由港公司（Freeport Indonesia）工作。大约有2000人来自美国，其余的外国人来自日本、加拿大、澳大利亚、德国。

## 经济

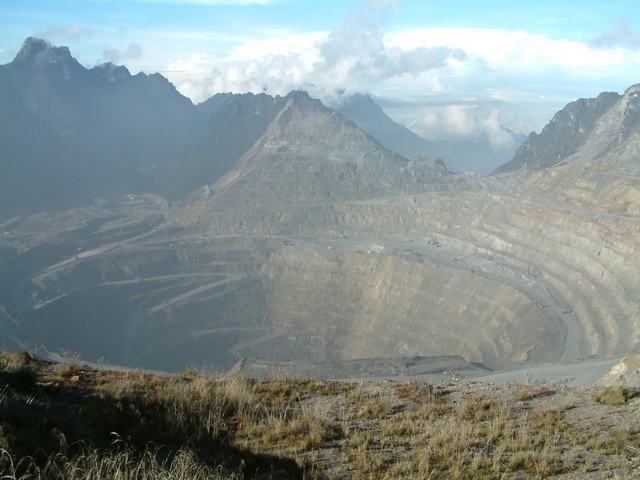
格拉斯伯格矿场

印尼自由港公司隶属于费利浦·麦克莫兰铜金公司，出产金、银、铜的精矿，工作区在蒂米卡北部的毛克山脉南麓。该公司在米米卡县拥有全球储量最大的格拉斯伯格矿场铜金矿，占印尼全国铜产量的70%以上。
2015年的谈判中，印尼自由港公司同意将现有6座铜金矿中的4座归还给印尼，印尼自由港公司持有的矿权面积将从原来的21.3万公顷减少为9万公顷，减少幅度高达约60%。印尼能矿部长苏迪尔曼·萨义德表示，上述约60%的矿权将归还给印尼国家，然后由印尼地方政府运作经营，如果地方政府无法自主运营，中央政府将通过国企协助其经营。

## 交通
莫泽什吉朗因机场位于城市北部，有飞往印尼各大城市和周围村镇的航班。跨巴布亚公路经过蒂米卡。

## 资料来源
1. ↑  . www.citypopulation.de.   [2019-11-06]. （原始内容存档于2020-09-26）.
2. ↑  . Inside Indonesia.   [2017-01-08]. （原始内容存档于2015-10-03）.
3. ↑  . Papua Untuk Semua.   [2017-01-08]. （原始内容存档于2017-08-02）.
4. 1 2  . 中华人民共和国商务部. 2015-07-01  [2017-01-08].[]